# Dan Nigro
Daniel Leonard Nigro, detto Dan (Long Island, 14 maggio 1982), è un musicista, paroliere e produttore discografico statunitense.

## Biografia
Nato e cresciuto a New York, ha fondato la band As Tall as Lions con alcuni amici nel 2001. La band ha pubblicato un EP nel 2002 e l'anno seguente ha firmato un contratto con Island Records e Triple Crown Records. Il 2004 è l'anno del primo album in studio Lafcadio, seguito nel 2006 dall'eponimo As Tall as Lions. Nell'agosto 2009 il gruppo pubblica il terzo e ultimo album in studio You Can't Take It With You.
Dopo lo scioglimento degli As Tall as Lions, si è trasferito a Los Angeles. Nel 2013 coscrive alcuni brani interpretati da Sky Ferreira nell'album Night Time, My Time. Negli anni seguenti è autore e/o produttore per Kylie Minogue, Billy Idol, Dillon Francis, Carly Rae Jepsen, Twin Shadow, A-Trak, Zella Day, Lewis Capaldi, Lo Moon, Conan Gray, Hey Violet, Grace VanderWaal, Freya Ridings, Caroline Polachek, Olivia Rodrigo e Chappell Roan.
Nel 2022 vince il Grammy Award nella categoria miglior album pop vocale in qualità di produttore e ingegnere dell'album Sour di Olivia Rodrigo. Nella stessa edizione ottiene altre tre candidature con questo album. Nel 2023 fonda la Amusement Records, un'etichetta discografica indipendente che ha la libertà di collaborare con qualsiasi etichetta per qualsiasi progetto. Nell'edizione dei Grammy Awards 2024 ottiene cinque candidature senza riscuotere premi, mentre nell'edizione del Grammy Awards 2025 ottiene il premio come produttore dell'anno, non classico.

## Riconoscimenti
- ASCAP Pop Music Awards
  - 2022 – Canzoni vincitrici per Drivers License, Good 4 U e Deja Vu
  - 2024 – Autore dell'anno per Vampire e Bad Idea Right?

- Gold List
  - 2024 – Miglior canzone originale per Can't Catch Me Now

- Grammy Awards
  - 2022 – Miglior album pop vocale per Sour
  - 2025 – Produttore dell'anno, non classico

- Hollywood Music in Media Awards
  - 2023 – Miglior canzone originale per un sci-fi, film horror o di fantascienza per Can't Catch Me Now

- Society of Composers and Lyricists Awards
  - 2024 – Miglior canzone originale per un drama o un documentario per Can't Catch Me Now